# Evil (Band)
Evil ist eine japanische Thrash-Metal-Band.

## Geschichte
Die Band wurde 2011 in Tokio gegründet. Ein Jahr später erschien im Selbstverlag das erste Demo, dem 2013 das zweite Demo folgte. Im Folgejahr erreichte die Band erstmals einen Labelvertrag bei Obliteration Records (wo 2017 auch das Debütalbum erschien) für ein Split-Album mit der Band Lurking Fear. Die Band arbeitete mit verschiedenen Musiklabels zusammen, dabei besonders oft mit Nuclear War Now! Productions.

## Stil
In der Selbstdarstellung auf ihrer Website beschreibt die Band den Stil als „rohen, bösen Thrash Metal“ (Raw Evil Thrash Metal) vergleichbar mit Sarcófago, alten Sodom und Bathory.
In Ausgabe 405 des Rock Hard schrieb Jan Jaedike zum 2021er-Album Possessed by Evil, dass es „bestens zwischen die Frühwerke von Sodom, Whiplash oder Slayer“ passe. Bei Metal.de wurde der Stil im Rahmen einer Rezension desselben Albums als „Black n‘ Roll mit ’ner ordentlichen Prise Heavy, Speed und Thrash Metal“ beschrieben.

## Diskografie
- 2012: 1st Demo (Selbstverlag)
- 2013: 2nd Demo (Selbstverlag, Repulsified Maggots Records)
- 2014: Split (Split-Album mit Lurking Fear; Obliteration Records)
- 2014: The Beginning With Evil's Blood  (Kompilation; Witchhammer Production)
- 2017: Rites of Evil (Nuclear War Now! Productions, Obliteration Records, InCoffin Productions, Thrashingfist Productions, Headsplit Records)
- 2018: The Gate of Hell Demo 2018 (Single; Nuclear War Now! Productions, Urtod Void)
- 2018: Evil Way of Live (Live-Album; Electric Assault Records, Basement Records)
- 2019: Live from Hell (Terror Execution Production)
- 2019: Split (Split-Album mit Siege Column; Nuclear War Now! Productions)
- 2021: Possessed by Evil (Nuclear War Now! Productions, Dying Victims Productions)